# Ophrys omegaifera
Ophrys omegaifera là một loài họ Lan đặc hữu ở Địa Trung Hải.